# Helmut Rau

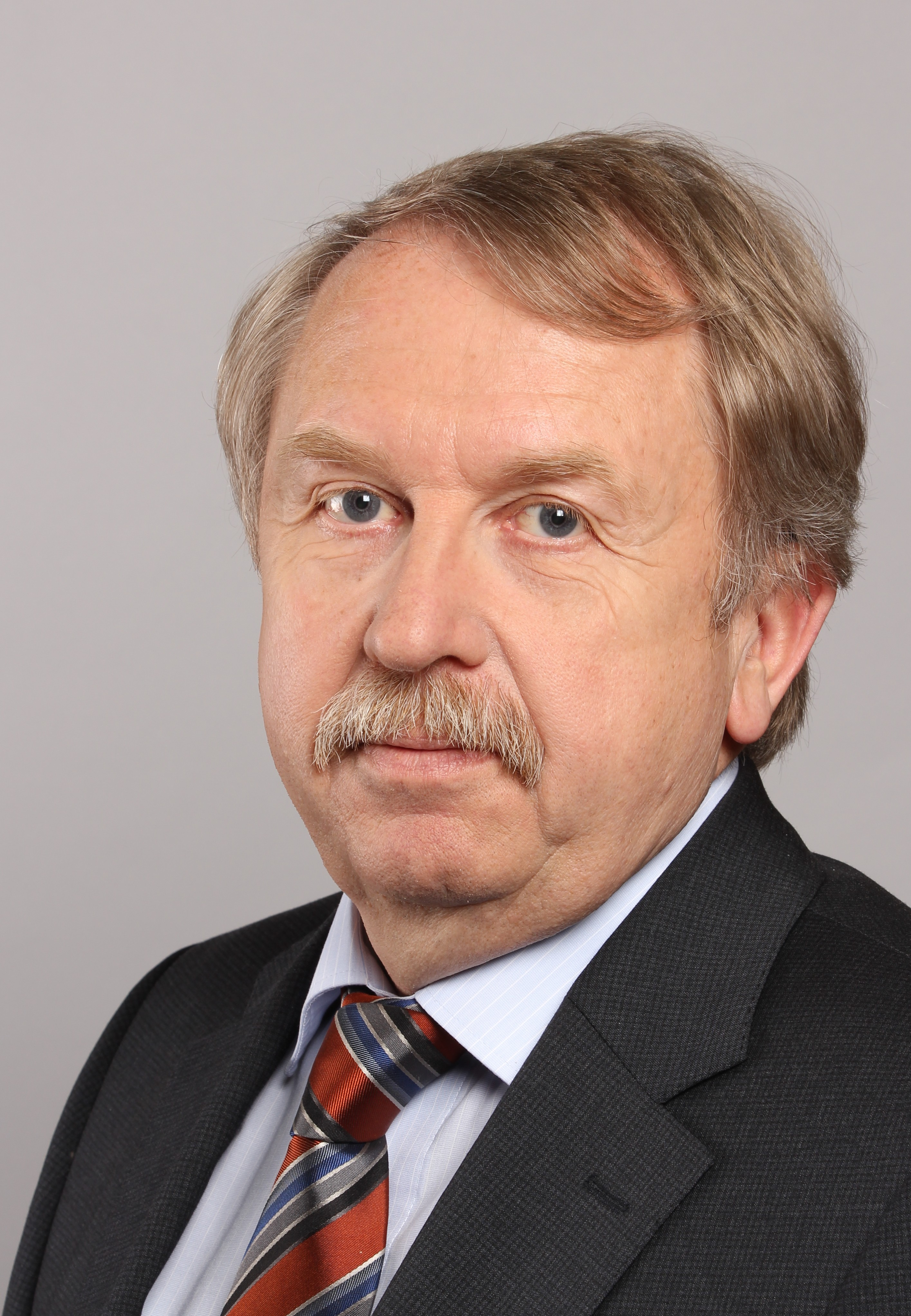
Helmut Rau (2013)

Helmut Rau (* 24. April 1950 in Tübingen) ist ein deutscher Politiker (CDU). Er war von 1992 bis 2016 Mitglied im Landtag von Baden-Württemberg für den Wahlkreis Lahr, von 2005 bis 2010 Kultusminister und dann bis 2011 Minister im Staatsministerium von Baden-Württemberg.

## Leben und öffentliche Ämter
Helmut Rau wuchs in Nürtingen auf. Nach dem Abitur am Max-Planck-Gymnasium Nürtingen studierte er Anglistik und Politische Wissenschaften in Bonn und Freiburg. Sein Studium schloss er 1975 mit einer Magisterarbeit über politische Bildung in der Bundesrepublik Deutschland 1949–1974 ab.
Von 1975 bis 1988 war er Leiter des Bildungswerks der Konrad-Adenauer-Stiftung in Freiburg und anschließend bis 2001 Bezirksgeschäftsführer der CDU Südbaden.
Rau war von 1992 bis 2016 Mitglied des Landtags von Baden-Württemberg. 2001 wurde er Politischer Staatssekretär im Kultusministerium unter der Ministerin Annette Schavan.
Am 27. September 2005 wurde er von Ministerpräsident Günther Oettinger für das Amt des Kultusministers vorgeschlagen und leistete am 5. Oktober 2005 als Nachfolger Schavans den Amtseid. Im Juni 2008 scheiterte ein Entlassungsantrag der SPD-Fraktion gegen Rau im baden-württembergischen Landtag. Am 24. Februar 2010 wurde Rau im Kabinett Mappus Minister im Staatsministerium Baden-Württemberg und beendete somit seine Arbeit als Kultusminister. Nach der Bildung der grün-roten Regierung in Baden-Württemberg schied er am 12. Mai 2011 als Minister aus.
Am 13. Juli 2012 wurde bekannt, dass die Staatsanwaltschaft im Rahmen der Aufklärung der EnBW-Affäre auch gegen Ex-Finanzminister Willi Stächele und gegen Ex-Staatsminister Rau ermittelt.
Rau ist verheiratet und hat zwei Kinder und zwei Enkel.

## Politische Ausrichtung und schulpolitische Ziele
Rau gilt als liberal. Seine frühere Arbeit als Staatssekretär orientierte sich teilweise an den Schulreformen in Holland und Finnland und zielte darauf ab, die scharfe Trennung der Zuständigkeit zwischen Gemeinden und Bundesland aufzuweichen. Vordringliche Themen für Rau als Kultusminister waren eine stärkere Identifikation der Schulträger mit den Inhalten der Lehrpläne, der Französischunterricht (in Grenznähe schon für Erstklässler), die Förderung leistungsschwacher Schüler und eine frühe Förderung im Kindergarten. Als Staatssekretär führte er Französisch als Pflichtsprache an Grundschulen der Rheinschiene ein. Sein Versuch, Französisch auch an weiterführenden Schulen als erste Pflichtsprache einzuführen, wurde gerichtlich gestoppt.

## Weitere Funktionen und Mitgliedschaften
Rau war Präsident des Bundes Deutscher Blasmusikverbände von 2001 bis 2014, Mitglied im Beirat des Arnold-Bergstraesser-Instituts (Freiburg), Mitglied im Kuratorium der Kunststiftung Baden-Württemberg Mitglied im Rundfunkrat des SWR, Mitglied im Kuratorium der Akademie für gesprochenes Wort in Stuttgart, Mitglied im Programmbeirat von Arte Deutschland und Mitglied im Kuratorium des UWC Robert Bosch College in Freiburg. Rau ist evangelisch und war mehrmals Kirchengemeinderat.